# پتری کوپونن
پتری کوپونن (انگلیسی: Petteri Koponen؛ زادهٔ ۱۳ آوریل ۱۹۸۸) یک بازیکن بسکتبال اهل فنلاند است.